# كيم جونغ يا
كيم جونغ يا (17 مايو 1988 بكوبه في اليابان - ) هو لاعب كرة قدم كوري جنوبي في مركز الدفاع. لعب مع ساغان توسو وغامبا أوساكا.

## روابط خارجية
- كيم جونغ يا على موقع رابطة كرة القدم اليابانية للمحترفين (اليابانية)
- كيم جونغ يا على موقع قاعدة بيانات كرة القدم.إي يو (الإنجليزية)
- كيم جونغ يا على موقع Soccerway.com (الإنجليزية)